# 吉村斌
吉村 斌（よしむら あきら、1941年7月13日 - ）は、日本の放送ディレクター。

## 来歴
愛媛県の放送局である南海放送に入社し、主に番組の演出、脚本を担当する。1978年には、創立25周年記念番組として、愛媛県ゆかりの俳人種田山頭火を題材にしたラジオドラマ「行乞の詩 どうしようもない私」（脚本：長坂秀佳、音楽：池辺晋一郎、6月4日に1時間枠で放送）のディレクターを務め、山頭火役に局のディレクター、脇役に一般市民を起用する機軸を取り入れ、日本民間放送連盟賞を受賞した。
1985年12月に放送された、自身が脚本、演出を務めたラジオドラマ『赤シャツの逆襲』は、1986年に文化庁芸術作品賞、放送文化基金賞を受賞した。